# 拉利穆济尼耶尔
拉利穆济尼耶尔（法語：La Limouzinière，法語發音：[la limuzinjɛʁ] ⓘ）是法国大西洋卢瓦尔省的一个市镇，位于该省南部，属于南特区。

## 地理
拉利穆济尼耶尔（46°59'35"N, 1°35'47"W）面积29.54 平方千米，位于法国卢瓦尔河地区大区大西洋卢瓦尔省，该省份为法国西北部沿海省份，位于布列塔尼半岛东南部，北起伊勒-维莱讷省，西北接莫尔比昂省，西临大西洋，南至旺代省，东临曼恩-卢瓦尔省。
与拉利穆济尼耶尔接壤的市镇（或旧市镇、城区）包括：拉马恩、圣科隆邦、洛涅河畔科尔库埃、圣艾蒂安-德梅尔莫特、圣菲尔贝德格朗略。

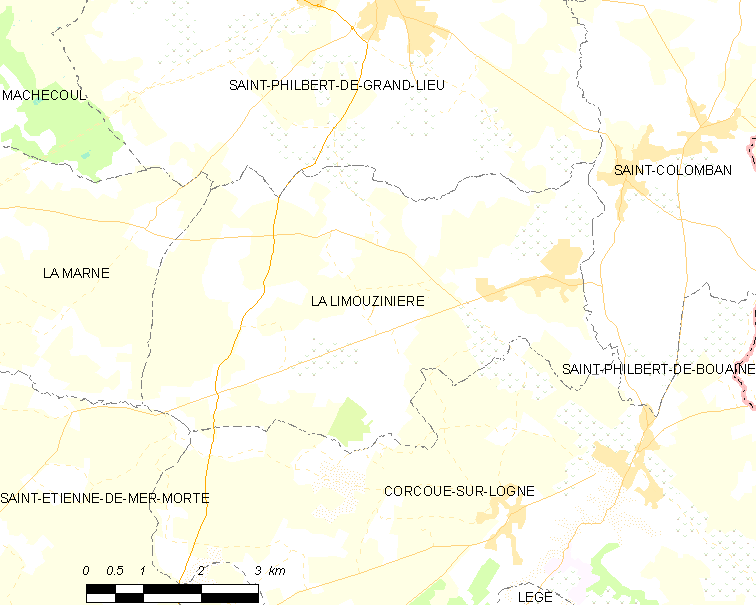
拉利穆济尼耶尔的OSM定位图

拉利穆济尼耶尔的时区为UTC+01:00、UTC+02:00（夏令时）。

## 行政
拉利穆济尼耶尔的邮政编码为44310，INSEE市镇编码为44083。

## 政治
拉利穆济尼耶尔所属的省级选区为圣菲尔贝德格朗略县。

## 人口

1962-2008年间拉利穆济尼耶尔人口变化图示

拉利穆济尼耶尔于2022年1月1日时的人口数量为2468人。